# Leander Russ
Leander Russ (né le 25 novembre 1809 à Vienne, mort le 8 mars 1864 à Kaltenleutgeben) est un peintre autrichien.

## Biographie
Leander Russ est le fils du peintre Karl Russ. Sa sœur aînée est la peintre Clementine Russ (1804-1869).

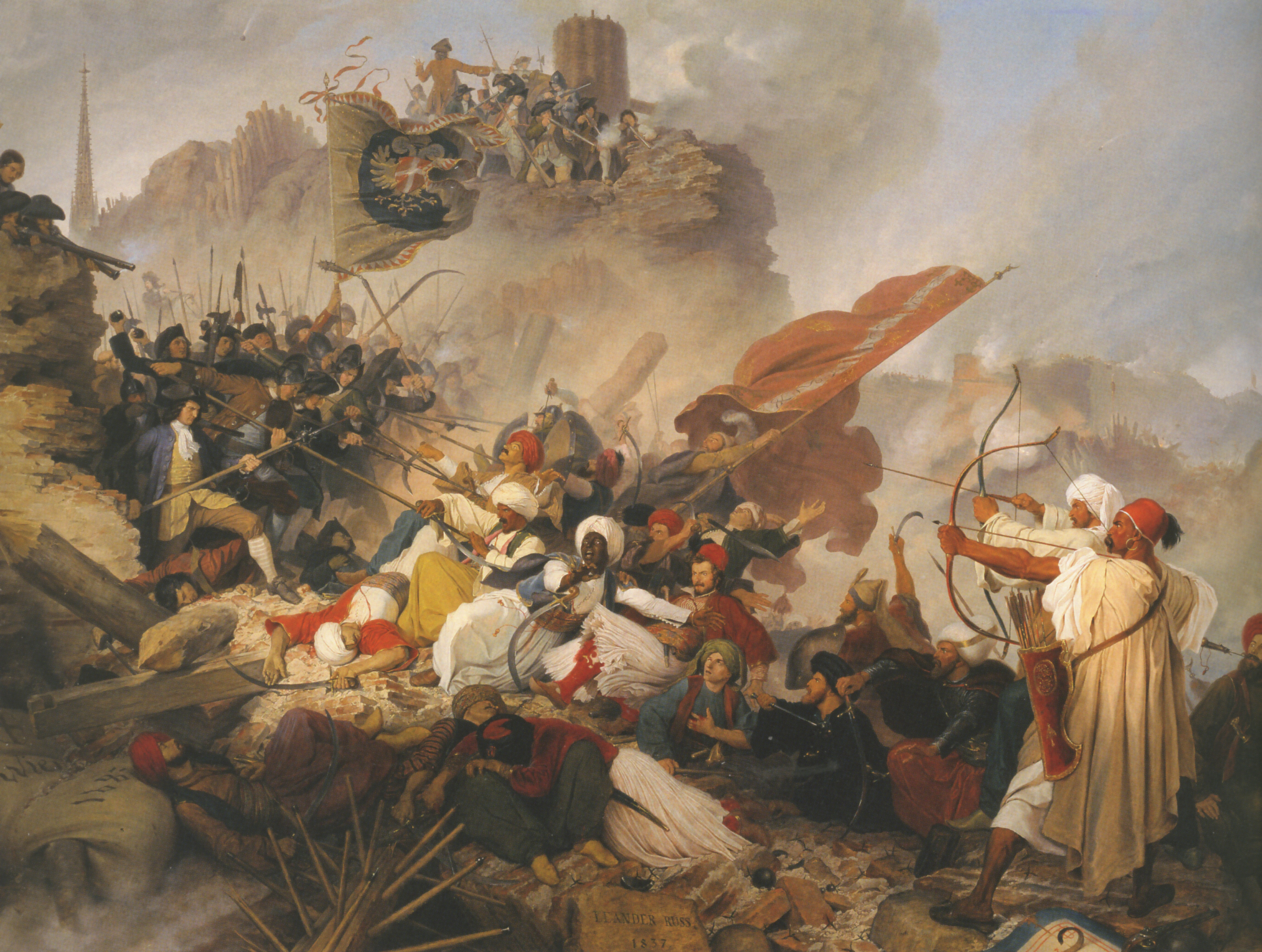
Attaque des Turcs au Löwelbastei en 1683, 1837

Après de premières leçons de son père, Russ étudie à l'académie des beaux-arts de Vienne auprès de Karl Gsellhofer et Josef Redl. En 1828, il reçoit le prix Gundel et participe désormais à intervalles irréguliers aux expositions annuelles de l'Académie. Après avoir voyagé à Munich et à Rome en 1833, il accompagne l'orientaliste Anton von Prokesch-Osten dans un voyage en Orient qui influence grandement son développement artistique. À partir de 1841, il crée de petits tableaux en perspective et en trompe-l'œil (Guckkasten) pour l'empereur Ferdinand. En 1848, Russ devient membre de l'Académie de Vienne.
Leander Russ est un peintre du Vormärz viennois et crée principalement des portraits, des peintures de genre et historiques. Sa technique préférée est l'aquarelle. Ses Guckkastener sont très populaires, dépeignant la vie folklorique de Vienne à cette époque, mais aussi des images de l'Orient.